# Mount Ader
Mount Ader är ett berg i Antarktis. Det ligger i Västantarktis. Argentina, Chile och Storbritannien gör anspråk på området. Toppen på Mount Ader är 1 550 meter över havet, eller 585 meter över den omgivande terrängen. Bredden vid basen är 11,6 km.
Terrängen runt Mount Ader är kuperad norrut, men söderut är den bergig. Trakten är obefolkad. Det finns inga samhällen i närheten. 